# Chaleins
Chaleins ist eine französische Gemeinde mit 1.436 Einwohnern (Stand: 1. Januar 2022) im Département Ain in der Region Auvergne-Rhône-Alpes. Sie gehört zum Arrondissement Bourg-en-Bresse und zum Kanton Villars-les-Dombes.

## Geografie
Die Gemeinde Chaleins liegt an der Mâtre, etwa sieben Kilometer nordöstlich von Villefranche-sur-Saône am Westrand der seenreichen Landschaft Dombes. Umgeben wird Chaleins von den Nachbargemeinden Lurcy im Nordwesten und Norden, Francheleins im Norden und Nordosten, Villeneuve im Osten, Ars-sur-Formans im Südosten und Süden, Frans im Süden und Südwesten, Fareins im Westen sowie Messimy-sur-Saône im Westen und Nordwesten.

## Bevölkerungsentwicklung
| Jahr                       | 1962 | 1968 | 1975 | 1982 | 1990 | 1999 | 2010 | 2020 |
| Einwohner                  | 485  | 461  | 428  | 594  | 754  | 1025 | 1165 | 1402 |
| Quellen: Cassini und INSEE |      |      |      |      |      |      |      |      |

## Sehenswürdigkeiten

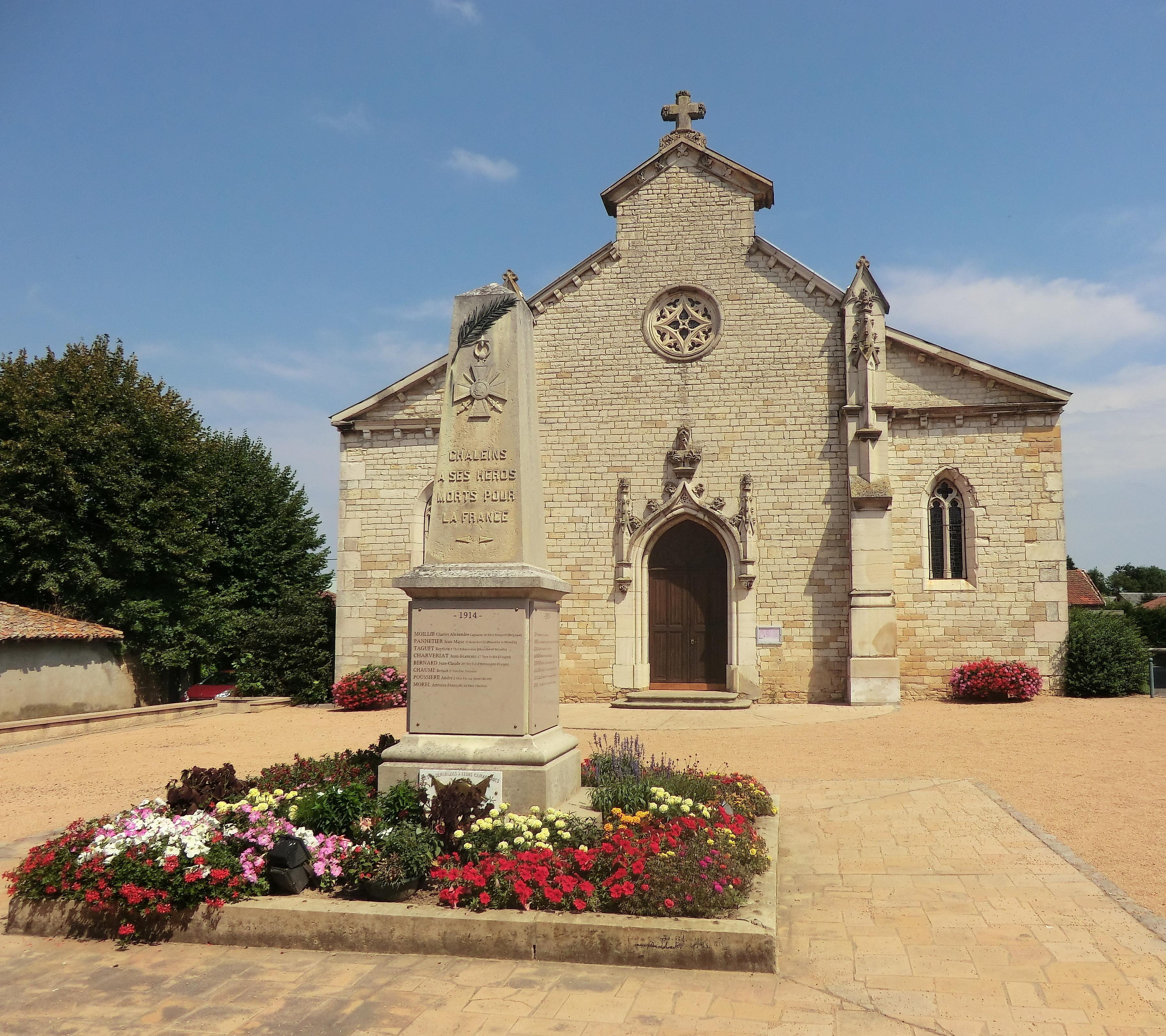
Kirche Saint-Julien und Gefallenendenkmal

- Kirche Saint-Julien

## Gemeindepartnerschaft
Mit der italienischen Gemeinde Villar Pellice in der Provinz Turin (Piémont) besteht eine Partnerschaft.